# 新桥镇 (衡山县)
新桥镇是中国湖南省衡山县下辖的一个镇。

## 地理环境
新桥镇位于衡山县的西北部，东临贯塘乡、江东乡、东湖镇，南接马迹镇，西与双峰县攸永乡、衡阳县金屏乡、甲满乡接壤，北与湘潭县青山桥镇毗连，为四县交界之地。涓水自石地方村流入镇西部，上游山势陡峭，水流湍急，至新桥一带逐渐平坦，致使泥沙淤积，形成若干小冲击平地。全镇总面积77.57平方公里，其中水田1021.5公顷，旱土115公顷，山林5258公顷，水面228.87公顷。境内有中型水库1座，小一型水库1座，小二型水库6座，山塘1917口。

## 行政区划
下辖茶园、黄金、先锋、隆资、黄泥、福金、精庄、石地方、盘垅、良田、石井、塘湾、寺冲、田垅、查泉、杨柳、仙鹅、檀树、石仓、永济、上界、梅溪、堆积、杨林24个行政村，群英社区1 个居委会。

## 历史
清雍正元年（1723年），为防治水患，当地人将涓水河上的木桥改为石桥，故得名新桥。该镇原为原为新桥乡，1993年辙乡建镇，1995年原贯底乡并入。

## 交通
- 京港澳高速复线（S61:潭衡西线高速公路）
- S314：湖南省道
- X034：县级公路

## 经济
农业占绝大比重，主要产品有稻谷、楠竹、茶叶、鞭炮、矿石粉等。集贸经济活跃，逢农历三、六、九赶集一次。

## 教育

### 中学
- 群英中学
- 贯底中学

新桥镇中心完小

## 旅游
湖南省重点文物保护单位：唐群英故居(三吉堂)